# Kimin Kim
Kimin Kim (in hangŭl: 김기민; Seul, 28 ottobre 1992) è un danzatore sudcoreano, primo ballerino del Balletto Mariinskij dal 2015.

## Biografia
Kimin Kim è nato a Seul e ha iniziato a studiare danza all'età di dieci anni insieme al fratello, futuro primo ballerino del Balletto Nazionale di Seul. Ha studiato all'Università Nazionale delle Arti e tra il 2008 e il 2010 si è classificato al primo posto nei concorsi internazionali di danza a Roma (2008), Seul (2009) e Varna (2010). Nel 2011 è stato scritturato dal Balletto Mariinskij, con cui ha esordito danzando nel ruolo di Ali ne Le Corsaire di Marius Petipa. L'anno seguente ha vinto il primo premio al Youth America Grand Prix a New York. Nello stesso anno è stato promosso al rango di solista e nel 2015 è stato proclamato primo ballerino del Mariinskij. 
Nei suoi oltre dieci anni con la compagnia ha danzato in molti dei grandi ruoli maschili del repertorio classico, romantico e neoclassico, facendosi apprezzare soprattutto per il grande virtuosismo tecnico. Al Marijinski ha danzato nei ruoli di Albrecht in Giselle (Coralli, Perrot & Petipa), Solor e l'Idolo d'Oro ne La Bayadère (Patipa), Désiré ne La bella addormentata (Petipa/Sergeev), Basilio nel Don Chisciotte (Gorskij), Romeo e Mercuzio nel Romeo e Giulietta (Lavrovskij), il Principe ne Lo schiaccianoci (Vajnonen), lo schiavo di Schéhérazade (Fokine), lo spettro ne Le Spectre de la Rose (Fokine), l'eponimo protagonista ne Le Jeune homme et la Mort (Petit), Aminta in Sylvia (Ashton), Rubini e Diamanti in Jewels (Balanchine) e Armand in Marguerite et Armand (Ashton), danzando anche coreografie moderne e contemporanee di Twyla Tharp, William Forsythe e Wayne McGregor.
Molto attivo anche a livello internazionale, nel 2015 ha fatto il suo debutto al Metropolitan Opera House di New York come étoile ospite dell'American Ballet Theatre danzando nel ruolo di Solor ne La Bayadère di Natalia Makarova. Nel dicembre dello stesso anno ha esordito alla Royal Opera House di Londra nel Don Chisciotte di Petipa e all'Opéra di Parigi danzando nel ruolo di Solor ne La Bayadère di Rudol'f Nureev, per cui è stato premiato con il Prix Benois de la Danse l'anno successivo. Nel 2018 ha esordito alla Wiener Staatsoper nel ruolo di Albrecht in Giselle e nel 2022 ha danzato al Teatro Costanzi di Roma ne Le Corsaire di José Carlos Martínez; nel 2023 ha danzato al Teatro Colón, interpretando Siegfried ne Il lago dei cigni accanto all'Odette/Odile di Marianela Núñez. Nel 2024 ha fatto il suo debutto al Teatro alla Scala danzando come Solor ne La Bayadère di Nureev.